# Scerni
Scerni é uma comuna italiana da região dos Abruzos, província de Chieti, com cerca de 3.658 habitantes. Estende-se por uma área de 41 km², tendo uma densidade populacional de 89 hab/km². Faz fronteira com Atessa, Gissi, Monteodorisio, Pollutri.

## Demografia
| Variação demográfica do município entre 1861 e 2011                               |
|                                                                                   |
| Fonte: Istituto Nazionale di Statistica (ISTAT) - Elaboração gráfica da Wikipedia |